# Audre Lorde
Ne doit pas être confondu avec Lorde.
Audre Geraldine Lorde aussi connue sous les pseudonymes de Gamba Adisa ou Rey Domini (née à New York le 18 février 1934 et morte à Sainte-Croix dans les Îles Vierges des États-Unis, le 17 novembre 1992) est une essayiste et poétesse américaine, bibliothécaire,, militante féministe, lesbienne, engagée dans le mouvement des droits civiques en faveur des Afro-Américains. En tant que poétesse, elle est connue pour sa maîtrise technique et son expression émotionnelle, ainsi que pour ses poèmes exprimant la colère et l'outrage envers les discriminations civiles et sociales qu'elle observe tout au long de sa vie. Ses poèmes et sa prose sont centrés sur les questions des droits civiques, le féminisme et l'exploration de l'identité féminine noire. Elle est une des figures littéraires du Black Arts Movement et fut Poète lauréat de New York.

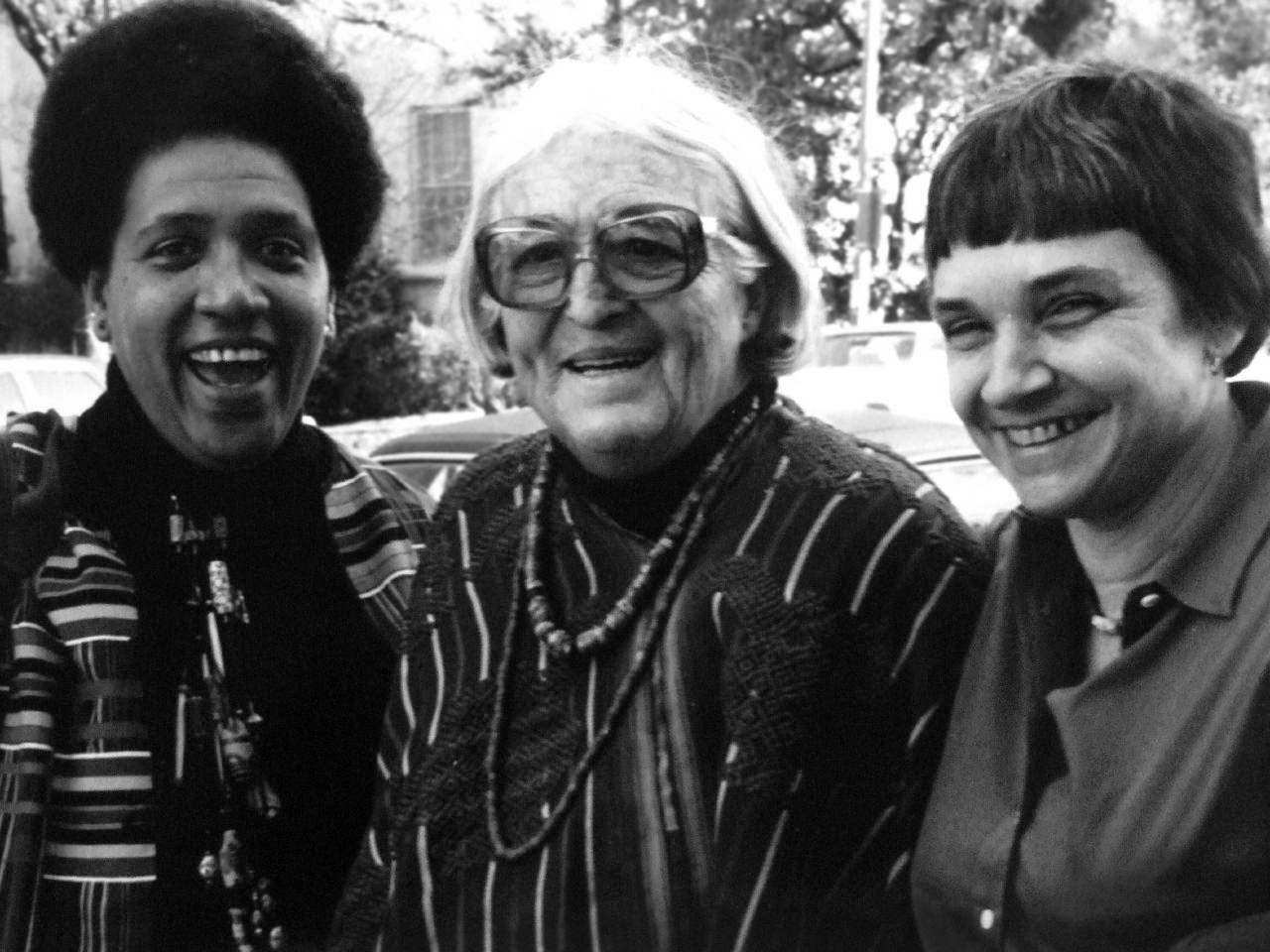
Audre Lorde, Meridel Le Sueur, Adrienne Rich en 1980.

## Biographie

### Enfance et adolescence
Audrey Lorde est née à New York de parents originaires de Grenade, Frederick Byron Lorde et Linda Gertrude Belmar Lorde. Atteinte d'une forte myopie elle est officiellement aveugle et elle est la dernière de trois filles. Ses parents emménagent aux États-Unis en 1924 pour s'installer à New York. Audrey grandit à Harlem pendant la Grande Dépression, écoutant sa mère lui parler des Caraïbes. Elle n'apprend à parler que très tard, à l'âge de quatre ans. Cette incapacité à apprivoiser le langage, dans ses premières années, explique l'importance qu'elle a conférée à la langue et à sa réappropriation par les minorités (notamment à travers la poésie) par la suite. Toutefois, sa mère lui apprend à lire et à écrire assez tôt, grâce à des visites régulières à la bibliothèque, accompagnée de ses deux sœurs ainées,.
Lorde se souvient d’une rencontre déterminante en ce lieu, alors qu’elle a quatre ans et qu’elle est en crise, sur le sol. Une femme vient et se présente. C’est Augusta Baker, la bibliothécaire jeunesse. « Je me souviens d’avoir été impressionnée par ses yeux et sa présence. » Baker lui propose de lui lire une histoire. « Ma mère ne nous lisait jamais. La lecture et les livres étaient importants pour mes parents, mais ça ne faisait pas partie de notre culture familiale, de lire aux enfants. Augusta Baker a lu Horton Hatches the Egg et Madeline, et Hubert, qui était alors épuisé. Ces trois classiques m’ont accrochée. Je me souviens m’être dit que la lecture serait quelque chose que je ferais. Ce que la bibliothécaire avait fait, je le ferais aussi. » 
Après quelques années, Augusta Baker quitte cette bibliothèque, mais Audre Lorde continue à fréquenter les bibliothèques, car elle s’y sent bien.  
Audre Lorde écrit son premier poème à la fin du collège (vers l'âge de treize ans). C'est à ce moment qu'elle choisit de retirer le « y » de son prénom, Audrey, pour devenir Audre.
À partir de 1947, elle poursuit ses études au Hunter College High School (en), un établissement d'études secondaires pour élèves surdoués où la majorité des étudiants sont blancs et issus des classes moyennes. C'est là qu'elle découvre la poésie, admirant John Keats, Lord Byron, T. S. Eliot ou encore Elinor Wylie, Edna St. Vincent Millay et Helene Magaret. Elle tente d'imiter l'intensité et la complexité de ces textes. Par ailleurs, elle rejoint les « Branded », une bande de filles blanches, éprises de poésie et avides de liberté, dont fait notamment partie la poètesse Diane di Prima. Ensemble, elles sèchent les cours, pratiquent l'occultisme, s'initient au mysticisme, écrivent et se lisent mutuellement leurs productions poétiques. Pourtant, même si ces jeunes filles viennent des classes sociales modestes, immigrées pour beaucoup, et ont elles aussi été reçues au Hunter College High School en raison de leurs bons résultats, Lorde se sent différente au milieu d'elles, contrainte de mettre son identité noire de côté. Or, elle subit un racisme quotidien : elle est notamment marquée par un voyage en famille à Washington (district de Columbia), à l'occasion de la fête nationale. Au cours de son périple touristique dans la ville, la famille décide de s'offrir des glaces, mais tous les restaurants pratiquent la ségrégation raciale et la serveuse blanche refuse de servir des Noirs. La famille Lorde quitte le magasin, stoïque, mais Audre Lorde n'oubliera jamais cette humiliation. Aussi on ne s'étonnera guère que son amitié la plus forte durant cette période se noue avec une jeune danseuse noire, étudiante au Hunter College High School, Genevieve Johnson, ou Gennie, qui devient son alter ego et son premier amour (platonique). Comme Audre Lorde le raconte dans sa « mythobiographie », Zami: A New Spelling of My Name. À peine âgée de seize ans, Gennie se suicide en avalant de la mort aux rats, sans laisser d'explication à ce geste  radical. Audre Lorde est traumatisée par ce suicide et en porte la culpabilité. Elle quitte sa famille peu après.

### L'indépendance
En rupture avec sa famille, Audre Lorde s'installe seule dans un appartement à Brighton Beach et travaille comme aide-soignante la nuit au Bellevue Hospital à Manhattan. À l'époque, alors que son journal intime révèle déjà de fortes attirances pour des femmes, elle sort avec un jeune étudiant blanc, Gerry Levine. Elle fait des études de littérature à l'université Hunter College. C'est une période de grand isolement et de solitude. Enceinte de Levine, elle réchappe d'un avortement clandestin risqué, qu'elle parvient à obtenir en février 1952, à la veille de son dix-huitième anniversaire. Fin 1952, elle arrête ses études et déménage à Stamford (Connecticut) pour travailler. Après avoir été renvoyée au bout de trois semaines d'un job dans une usine de rubans parce que le syndicat refuse d'intégrer des Afro-Américains, elle trouve un emploi dur et peu rémunéré chez Keystone Electronics, où travaillent majoritairement des femmes noires et portoricaines. Elle y rencontre Virginia « Ginger » Thurman, noire elle aussi, qui est sa première amante. Elle commence à se dire « gay ». Elle milite avec le collectif « Free the Rosenbergs ».
Avec l'argent économisé, Audre Lorde finance son voyage au Mexique en 1954. Là, elle passe une année déterminante, étudiant à l'université nationale autonome du Mexique. Elle s'installe dans la banlieue de Mexico, à Cuernavaca, une petite ville où vit une communauté bohème, paradis des réfugiés politiques du maccarthysme. Là, elle tombe amoureuse d'une journaliste lesbienne blanche d'une cinquantaine d'années, Eudora Garrett. C'est une période d'affirmation et de renaissance : elle consolide sa recherche identitaire aux niveaux personnel et artistique, s'affirmant comme lesbienne et poètesse.
De retour à New York, elle publie la nouvelle « La Llorona » dans la revue Venture sous le pseudonyme de Rey Domini. Elle continue à exercer de petits boulots (notamment secrétaire médicale et aide-bibliothécaire) tout en étudiant pour devenir bibliothécaire au Hunter College. De 1955 à 1958, elle est aide-bibliothécaire pour la New York Public Library Children’s Services.
Audre Lorde fréquente assidûment la communauté lesbienne qui se réunit dans plusieurs bars de l'East Village et du West Village, un milieu d’outsiders majoritairement blanches. Même si les quelques lesbiennes noires sont acceptées et entretiennent souvent des relations interraciales, et si toutes partagent une même expérience de l'oppression en tant qu'homosexuelles, Audre Lorde n'en souffre pas moins du tabou qui entoure la question de la « race » dans cette communauté. À cette période, elle poursuit son travail d'écriture, tout en partageant sa vie avec Marion Masone, une jeune Blanche souffrant de schizophrénie, dont elle se sépare après deux ans de vie commune. Après avoir obtenu son Bachelor of Arts (licence) en 1959 au Hunter College, Audre est admise à l'université Columbia où elle soutient avec succès son Master of Arts (mastère 2) de  bibliothécaire en 1961. Elle croit alors que de comprendre la recherche d’informations l’aidera sans doute à provoquer un changement social. Elle choisit des cours spécialisés en lien avec les services offerts en bibliothèque auprès des enfants et des jeunes adultes. 
Tout en étudiant, de 1960 à 1962, elle travaille aussi comme bibliothécaire jeunesse à la bibliothèque municipale de Mount Vernon,,. Grâce à ce poste qu'elle a auprès des jeunes adultes à la bibliothèque municipale de Mount Vernon, Audre Lorde accède à une autonomie financière qu’elle n’a pas connue avant. Elle est une professionnelle, engagée auprès des jeunes, et peut mettre en pratique ce qu’elle croit à propos du pouvoir des livres et du langage. La bibliothèque municipale de Mount Vernon a peu de livres disponibles sur les personnes noires, ou écrits par des personnes noires. Des adolescents noirs fréquentent les salles de lecture et sont perçus comme suspects par la bibliothécaire en chef, qui ne pense pas qu’ils sont des lecteurs sérieux. Lorde trouve que c’est pourtant important qu’ils soient présents dans la bibliothèque et qu’ils empruntent des livres. Elle leur procure des livres, qu’elle cache à son bureau, et dans lesquels les personnages principaux sont des Afro-Américains, pour les encourager et les intéresser à la lecture. Elle leur offre aussi des livres sur des explorateurs afro-américains, comme Matthew Henson.
Comme unique bibliothécaire noire travaillant à l’époque à cette bibliothèque publique, Lorde vit des épisodes de racisme, qui provoquent chez elle des sentiments de trahison et d’isolement. De 1961 à 1963, elle est bibliothécaire à la bibliothèque municipale de Mount Vernon. En 1966, aux prises avec des difficultés financières, Lorde trouve un travail dans une bibliothèque médicale, la Library of the St.Clair School of Nursing, dans laquelle elle travaille de 16h à minuit. Ne dormant que trois à quatre heures par nuit, elle se tourne vers les amphétamines pour rester alerte. 
Elle trouve la situation très difficile, quittant ses enfants la nuit, alors qu’ils sont souvent en pleurs. Lorsqu’elle quitte cette bibliothèque, elle écrit dans sa lettre de démission qu’elle ne s’était jamais attendu à faire face moralement, éthiquement et professionnellement à la demande d’accepter un titre et une charge de travail qu’elle ne pouvait pas accomplir.
De 1966 à 1968, elle est la bibliothécaire en chef à la Town School, une école privée à la clientèle surtout blanche et avec des moyens financiers substantiels. 

### Écrire et militer
À partir des années 1960, Audre Lorde publie régulièrement, que ce soit dans des magazines littéraires noirs, des anthologies de poésie ou dans une anthologie de poésie noire éditée par Langston Hughes, New Negro Poets, USA (1962). Mais c'est la maison d'édition de Diane di Prima, Poet's Press, qui publie le premier recueil de poèmes : The First Cities (1968). Dans l'introduction de l'ouvrage, Di Prima rend hommage à leur longue amitié et remercie Audre Lorde de l'avoir aidée à accoucher de son dernier enfant.
En 1962, Lorde contracte un mariage très peu conventionnel avec le juriste Edwin Rollins, homosexuel blanc. De cette union, qui ne les empêche pas de poursuivre leur vie amoureuse chacun de leur côté, naîtront deux enfants, Elizabeth et Jonathan. Ils divorceront en 1970. En 1966, Audre Lorde est promue bibliothécaire en chef à la bibliothèque de Town School à New York, où elle demeure jusqu'en 1968. La même année, elle est invitée en résidence à l'université de Tougaloo dans le Mississippi, financée par une bourse du National Endowment for the Arts. Après cette première série d’ateliers comme poète en résidence au Tougaloo College, Lorde décide d’abandonner son poste de bibliothécaire.
« Être une bibliothécaire était insuffisant », explique-t-elle à Adrienne Rich. Lorde comprend que non seulement elle est une poète, mais aussi qu’elle désire enseigner. « Je suis devenue bibliothécaire, parce que je croyais fermement acquérir les outils pour organiser et analyser l’information. Je ne pouvais pas tout savoir dans le monde, mais je pouvais acquérir des outils pour apprendre, mais c’était d’une valeur limitée,»
Audre Lorde rencontre Frances Clayton à l'université de Tougaloo, professeure de psychologie, qui devient sa compagne et avec laquelle elle vivra plusieurs années à Staten Island, où elles élèvent ensemble les enfants de Audre Lorde jusqu'en 1989.

### Séjours en Allemagne et Suisse
Entre 1984 et 1992, elle passe beaucoup de temps à Berlin. En 1984, elle est professeure invitée au John F. Kennedy-Institute for North American Studies de la Freie Universität de Berlin. En effet, à l'époque, Audre Lorde est de plus en plus reconnue en Europe, notamment en Allemagne.

#### Les années à Berlin
À partir d'images d'archives, Dagmar Schultz réalise en 2012, Audre Lorde: The Berlin Years 1984 to 1992. Ce documentaire suit Audre Lordre lors des conférences et interventions en Allemagne, auprès de la diaspora noire. Il montre le rôle de mentor qu'a joué Audre Lordre dans le développement de la lutte antiraciste et du mouvement afro-allemand avant et après la réunification allemande,.

#### Séjour en Suisse
Elle vient également en Suisse, en 1984 à Bâle pour soigner son cancer et elle en profite pour donner des conférences et des lectures à la Paulus-Akademie à Zurich entre 1986 et 1988. Elle y rencontre Zeedah Meiherhofer-Mangeli et Carmel Fröhlicher-Stines, qui fortement inspirées par son exemple fondent l'association Women of Black Heritage en 1988 et au début des années 1990 le Centre de ressources pour femmes noires à Zurich. elle est ensuite invitée par Rina Nissim à Genève. Rina Nissim, féministe et lesbienne très engagée à Genève, dirige la maison d'édition Mamamélis et fait publier et diffuser ses écrits et sa poésie en France, Belgique et Canada.

### Les dernières années et le cancer
Durant quatorze ans, Lorde se bat contre un cancer du sein qui, diagnostiqué en 1978, la contraint à subir une mastectomie. Ses compétences de bibliothécaire l’amènent à chercher sans cesse des informations sur des thérapies alternatives, à considérer l’impact de la nutrition sur la prévention du cancer et à étudier l’efficacité des méthodes médicales conventionnelles, comme la radiothérapie, la chimiothérapie et la mastectomie.  
Après l’ablation des seins due à son cancer, Lorde refuse de porter des prothèses. D'une part cette attitude de faire comme si rien ne s'était passé et de ne pas prendre en compte la différence et la faiblesse lui semble une posture. D'autre part, elle estime que cacher sa maladie et tenter de la rendre invisible coupe les femmes qui en ont été victimes en les empêchant de se reconnaître, ce qui les « prive des forces qui peuvent jaillir de l'expérience une fois celle-ci admise et analysée. »  
Six ans plus tard[Depuis quand ?], le cancer revient sous forme métastatique ; elle déclare avoir un cancer du foie. Elle devient alors d'autant plus active, avec notamment The Cancer Journals (1981)[Ce passage est incohérent]. Un documentaire, A Litany for Survival: The Life and Work of Audre Lorde, fait son portrait d'autrice, poétesse, activiste, féministe et lesbienne jusqu'à son décès, dû au cancer, le 17 novembre 1992 à Saint-Croix (Îles Vierges des États-Unis), où elle vivait avec sa compagne Gloria I. Joseph.

### Retour à Sainte Croix et rédaction deZami
À la fin de sa vie, elle quitte l'Amérique et part vivre à Sainte Croix, pour renouer avec ses origines caribéennes. C'est durant cette période qu'elle écrit Zami. Dans le texte, Lorde écrit que Zami est un nom Carriacou désignant les femmes qui travaillent ensemble en tant qu'amies et amantes. Carriacou est l'île des Caraïbes d'où sa mère a émigré aux États-Unis. Lorde débute Zami en écrivant qu’elle doit son pouvoir et sa force aux femmes noires de sa vie, et une grande partie du livre est consacrée à des portraits détaillés d’autres femmes afro descendantes.

## Intersectionnalité
Audre Lorde a jeté les prolégomènes de la théorie de l’« oppression multiple » (intersectionnalité), qui sera développée quelques années plus tard par Kimberlé Williams Crenshaw, qui diffuse ce concept dans les milieux universitaires. En 1984, Audre Lorde publie Sister Outsider, un recueil de textes et d'essais politiques. Elle y invite notamment le féminisme à s'interroger sur ses propres limites. En effet, selon elle, les féministes défendraient un modèle féminin que l'auteur juge trop étroit. Les femmes blanches ignoreraient ainsi leur privilège d'être blanches et leur propre expérience ne permettrait pas de se battre pour toutes les femmes à cause d'un racisme intériorisé et d'une difficile appréhension des violences qui s'ajoutent au sexisme pour une femme non blanche. Ce qu'elle présente comme un féminisme blanc et bourgeois, exclurait donc de fait certaines femmes : « then women of Color become "other", the outsider whose experience and tradition is too "alien" to comprehend » (« Dès lors les femmes de couleur deviennent des "autres", des exclues dont l'expérience et les traditions sont trop "étrangères" pour être saisies »).
Audre Lorde note que les discriminations que subissent les femmes noires sont de trois types : couleur de peau, genre et classe. Ces oppressions se combinent selon elle les unes avec les autres et s'observent chez les femmes noires cantonnées majoritairement dans les travaux de service et de soins à la personne. L'auteur écrit ainsi que celles-ci font des ménages ou s’occupent des enfants de familles blanches plus aisées. Ces emplois précaires nécessitent de longs trajets et des horaires nocturnes ou matinaux. Elles sont aussi plus souvent exposées à des violences sexuelles. Pour Audre Lorde, les conditions spécifiques des femmes noires sont minorisées voire invisibilisées par les féministes blanches radicales comme Mary Daly qui affirme que toutes les femmes subissent la même oppression parce qu’elles sont femmes.
Ce qui deviendra l’intersectionnalité est un combat central dans la vie et les écrits d'Audre Lorde. Dans l'article « Learning from the 60's » publié dans Sister Outsider, elle estime qu'il n'y a pas de libération monolithique possible. Il s'agirait d'un mouvement complexe qui doit prendre en compte des combats différents mais qui s'articulent autour de structures d'oppressions communes. Elle écrit ainsi : « Our erasure only paves the way for erasure of other people of Color, of the old, of the poor; of all of those who do not fit that mythic dehumanizing norm » (« Notre effacement ne fait que montrer le chemin pour l'effacement d'autres personnes de couleur, âgées, pauvres, et de toutes les autres personnes qui ne rentrent pas dans cette norme mythique qui nous déshumanise »). Elle crée en 1980 une maison d'édition  « Kitchen Table : Women of Color Press », une maison d'édition dédiée aux auteures « non-blanches » minorisées dans le monde culturel et de l'édition. Elle se définissait elle-même comme inséparablement « noire, lesbienne, féministe, poétesse, mère, guerrière. »

## Œuvre

### Poésie
L'œuvre poétique d'Audre Lorde traite plus particulièrement des thématiques de l'identité, du sentiment d'appartenance au groupe, et de la multiculturalité, en conservant une dimension fortement politique et revendicatrice. Ses poèmes sont marqués par la diversité de leur style, reflétant selon la critique Carmen Birkle la dimension multiculturelle de l'identité d'Audre Lorde ainsi que son refus de borner son individualité à une classe ou une catégorie, ce qu'elle a toujours revendiqué. Elle se décrit elle-même comme faisant partie d'un « continuum de femmes ». Selon la poétesse féministe américaine Marilyn Hacker, c'est le dialogue entre l'expression de son identité noire, lesbienne, de mère, et de femme urbaine qui font la force de ses meilleurs poèmes.
Deux ans après la publication de son premier recueil de poèmes First Cities en 1968, elle publie Cables to Rage, rédigé principalement durant sa résidence au Tougaloo College de Jackson, et dans lequel elle évoque les thématiques de l'amour, la trahison et la parentalité. C'est notamment dans ce volume qu'elle confirme pour la première fois son homosexualité dans ses écrits. Mais c'est son cinquième recueil, Coal, publié en 1976, qui établissent Audre Lorde comme une poétesse majeure et voix reconnue dans le Black Arts Movement. Le soutien d'une grande maison d'édition, W. W. Norton permet à son œuvre de toucher une audience plus large. 
La licorne noire, publié en 1978 bénéficie d'une traduction française en 2021 de Gerty Dambury parue chez l'Arche.

## Hommages et postérité

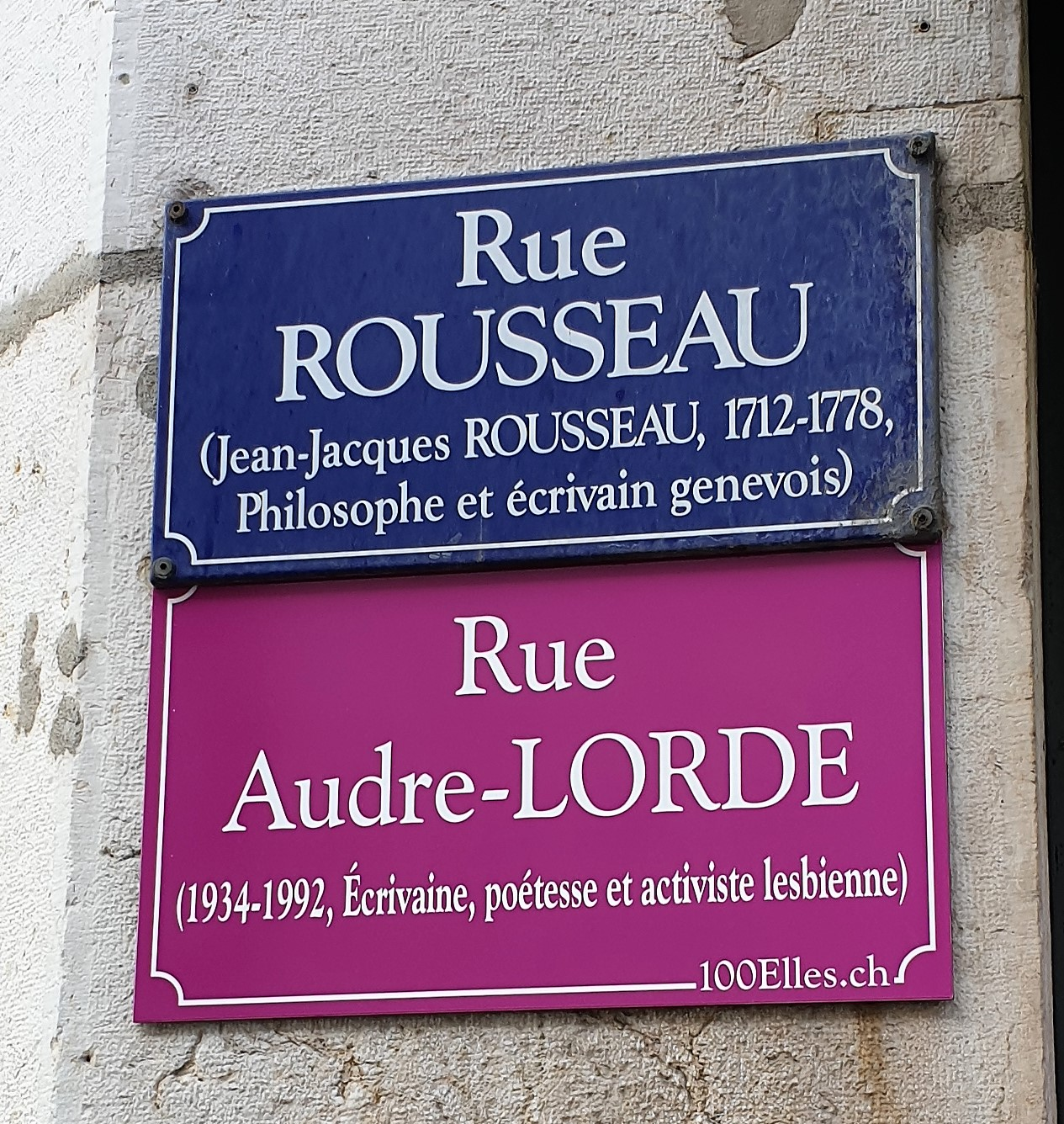
Renommage de la rue Rousseau à Genève en Rue Audre Lorde en 2019.

En 2019, à Genève l'association l'Escouade dans le cadre du projet 100Elles* renomme temporairement la rue Rousseau  à son nom,.
La militante et universitaire afroallemande Marion Kraft contribue aussi, à travers ses publications, à faire connaître la figure d'Audre Lorde en Allemagne et en Europe.
En 2022, un cratère à la surface de Mercure est nommé Lorde en son honneur.

## Publications

### Poésie
- The First Cities (1968).
- Cables to Rage (1970).
- From a Land Where Other People Live (1973).
- New York Head Shop and Museum (1974).
- Coal (1976). Traduction française par le collectif Cételle : Charbon, Montreuil, L'Arche Éditeur, 2023.
- Between Our Selves (1976).
- The Black Unicorn (1978). Traduction française par Gerty Dambury : La Licorne noire, Paris, L'Arche Éditeur, 2021.
- Our Dead Behind Us (1986).
- Need: A Chorale for Black Woman Voices (1990).
- Undersong: Chosen Poems Old and New (1991). Traduction française par le collectif Cételle : Contrechant, édition illustrée par Maya Mihindou, postface de Maboula Soumahoro, Forcalquier, Les Prouesses, 2023.
- The Marvelous Arithmetics of Distance (1993).

### Prose
- Uses of the Erotic: The Erotic as Power (1978).
- The Cancer Journals (1980). Traduction : Journal du cancer suivi de Un souffle de lumière, Québec, Mamamélis/Trois, 1998.
- Zami: A New Spelling of My Name, Mythobiography (1983). Traduction : Zami : une nouvelle façon d'écrire mon nom, Québec, Mamamélis, 2001.
- Sister Outsider: Essays and Speeches (1984). Traduction : Sister Outsider, essais et propos d'Audre Lorde, Mamamélis, 2003.
- I Am Your Sister: Black Women Organizing Across Sexualities (1985).
- A Burst of Light: Essays (1988).

## Documentaires

### Films
- Jennifer Abod, The Edge of Each Other’s Battles: The Vision of Audre Lorde, 2002.
- Ada Gray Griffin et Michelle Parkerson, A Litany for Survival: The Life and Work of Audre Lorde, 1995.
- Dagmar Schultz, Audre Lorde: The Berlin Years 1984 to 1992, 79 minutes, 2012.

### Radio
- Audre Lorde (1934-1992) Poète guerrière, sur France Culture[31].

## Prix et distinctions
- American Book Award 1989 pour A Burst of Light.
- Prix Lambda Literary 1992 dans la catégorie Lesbian Poetry pour Undersong.
- Prix Lambda Literary 1993 dans la catégorie Lesbian Poetry pour The Marvelous Arithmetics of Distance.